# Taupe de Sibérie
Talpa altaica
Espèce
Statut de conservation UICN

 LC  : Préoccupation mineure
La Taupe de Sibérie (Talpa altaica) est une espèce de Mammifères appartenant à la famille des Talpidés (Talpidae). On rencontre cette taupe au centre de l'Eurasie.

## Habitat et répartition

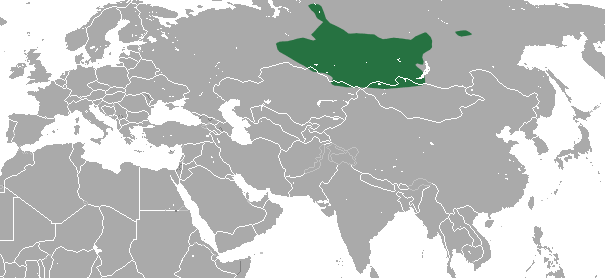
Carte de répartition en Eurasie

Talpa altaica est un animal terrestre.
C'est une taupe originaire du Kazakhstan, de Mongolie et de Russie.

## Classification
Cette espèce a été décrite pour la première fois en 1883 par le zoologiste russe Alexandre Mikhaïlovitch Nikolski (1858-1942). 
Classification plus détaillée selon le Système d'information taxonomique intégré (SITI ou ITIS en anglais) :
 Règne : Animalia ; sous-règne : Bilateria ; infra-règne : Deuterostomia ; Embranchement : Chordata ; Sous-embranchement : Vertebrata ; infra-embranchement : Gnathostomata ; super-classe : Tetrapoda ; Classe : Mammalia ; Sous-classe : Theria ; infra-classe : Eutheria ; ordre : Soricomorpha ; famille des Talpidae ; sous-famille des Talpinae ; tribu des Talpini ; genre Talpa.
Traditionnellement, les espèces de la famille des Talpidae sont classées dans l'ordre des Insectivores (Insectivora), un regroupement qui est progressivement abandonné au XXIe siècle.

### Synonymes
Synonymes scientifiques :
- Talpa europaea irkutensis Dybowski, 1922
- Talpa europaea saianensis Belousov, 1923